# Phare de Punta de la Barca
Le phare de Punta de la Barca est un phare situé sur le promontoire de Punta de la Barca, proche de la commune et port de Muxía, dans la province de La Corogne (Galice en Espagne).
Il est géré par l'autorité portuaire de La Corogne.

## Histoire
C'est une petite tour cylindrique de 11 m de haut, avec une galerie double. Cette lumière est un feu à occultations émettant un flash blanc toutes les 4 secondes qui marque l'entrée sud du Ría de Camariñas. Il est localisé proche du Sanctuaire de la Virxe da Barca sur le côté nord de Muxía.
Identifiant : ARLHS : SPA210 ; ES-03810 - Amirauté : D1737 - NGA : 2656.
|                   |
| Punta de la Barca |

|          |
| Le phare |

### Lien connexe
- Liste des phares d'Espagne